# 天災 (法律)

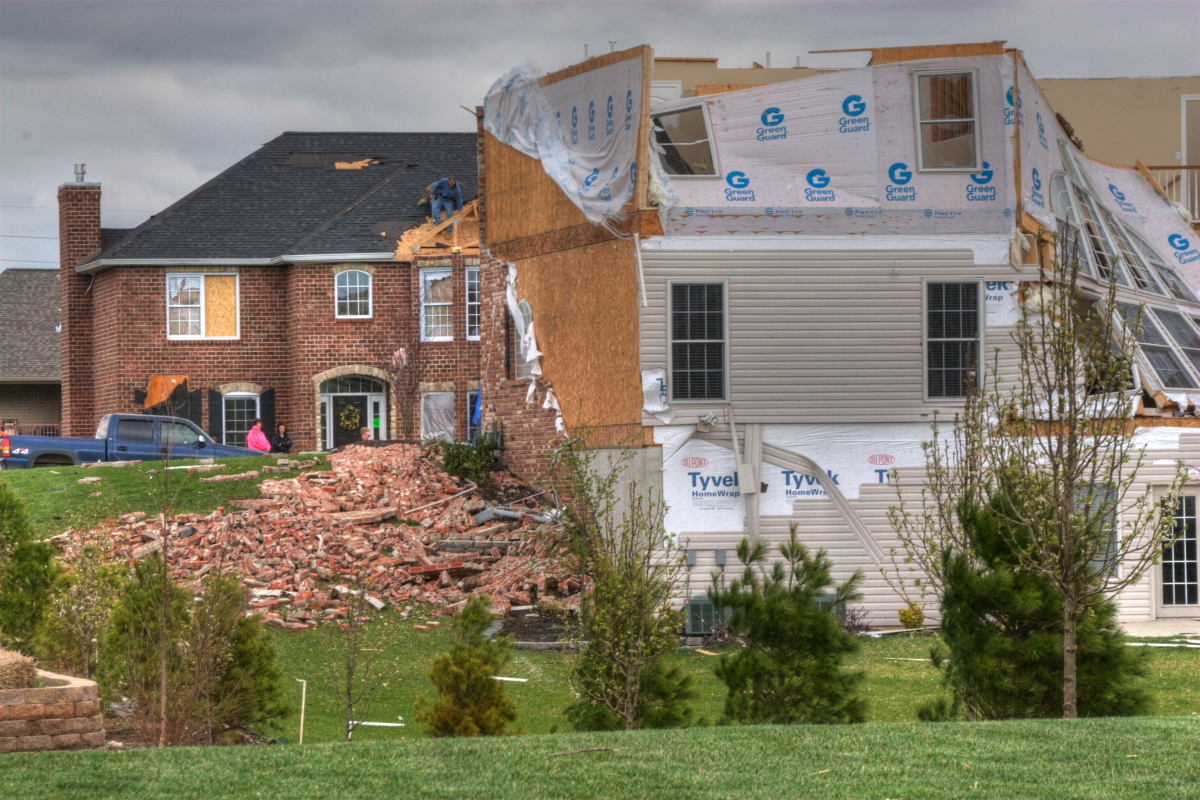
美國伊利諾州房屋遭龍捲風摧毀，可被視為「天災」'

天災（英語：act of God）指人類無法控制的自然災害，例如地震及海嘯。無人對此類災害負有法律責任。
天災與合約法中的不可抗力不同，但通常與之相關。